# 1514 no Brasil
Esta é uma cronologia dos fatos acontecimentos de ano 1514 no Brasil.

## Mortes
- Vicente Yáñez Pinzón, explorador espanhol que fez a viagem mais antiga ao Brasil, em 26 de janeiro de 1500, antes  de Pedro Álvares Cabral (n. 1462).[1]